# Pietrzykowice (Łodygowice)

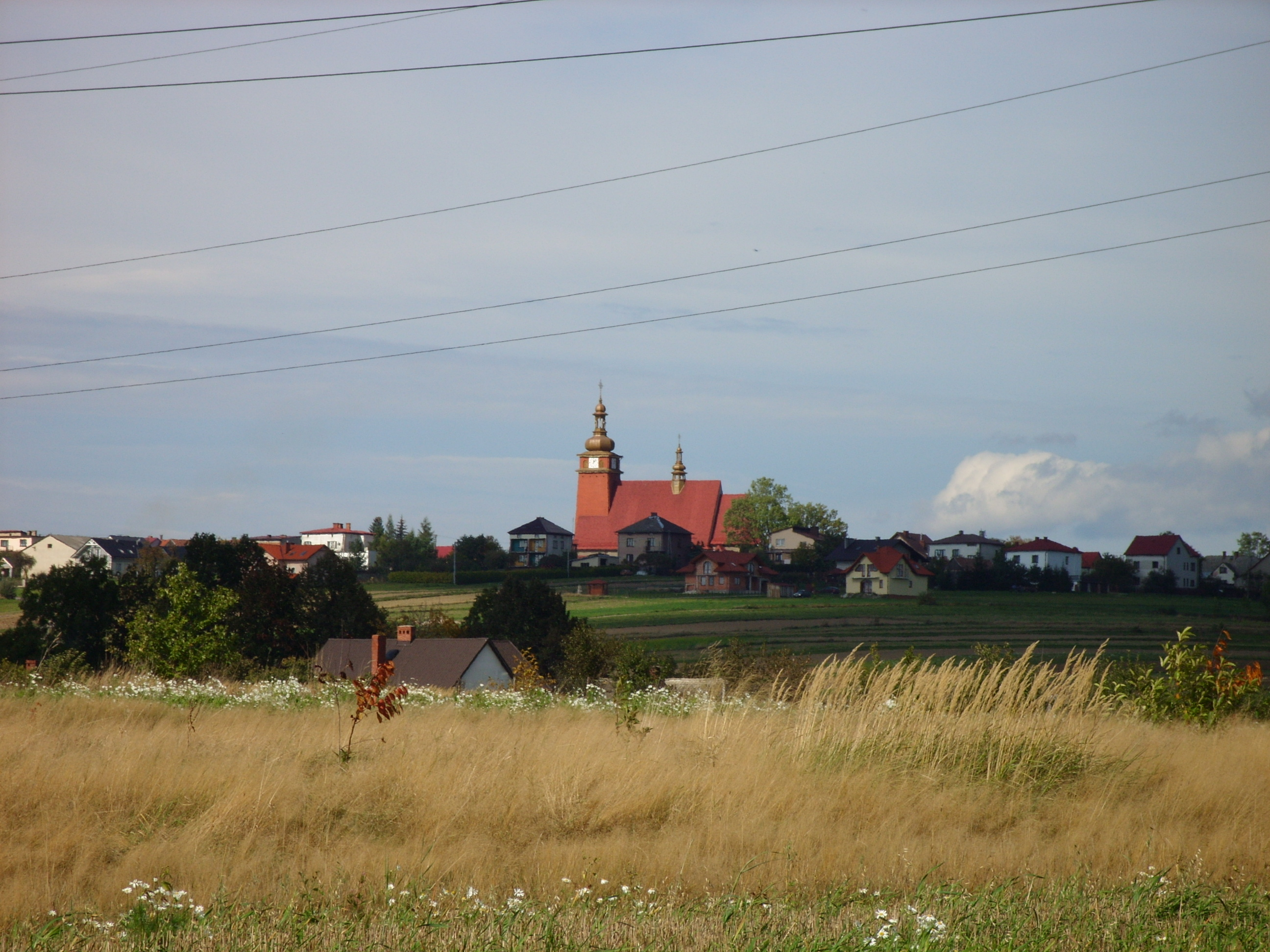
Ortsmitte

Pietrzykowice (deutsch Pietrzykowitz, früher Petersdorf) ist eine Ortschaft mit einem Schulzenamt der Gemeinde Łodygowice im Powiat Żywiecki der Woiwodschaft Schlesien in Polen.

## Geographie
Pietrzykowice liegt im Saybuscher Becken (Kotlina Żywiecka).
Das Dorf hat eine Fläche von 1091,3 ha.
Nachbarorte sind die Stadt Żywiec im Südosten, Sienna im Südwesten, Lipowa im Westen, Łodygowice und Zarzecze im Norden.

## Geschichte
Pietrzykowice ist eines der ältesten Dörfer im Saybuscher Becken.
Der Ort wurde am 22. April 1364 erstmals urkundlich als Petrisvilla erwähnt, zusammen mit anderen benachbarten Zisterzienser Dörfern Łodygowice (Ludovicivilla) und Wilkowice (Abbatisvilla). Im Jahre 1373 wurde es als Villa Petri und im Jahre 1445 als Petirsdorf erwähnt (Deutsche Ostsiedlung?).
Politisch gehörte das Dorf ursprünglich zum Herzogtum Auschwitz, dieses bestand ab 1315 in der Zeit polnischen Partikularismus. Seit 1327 bestand die Lehensherrschaft des Königreichs Böhmen. Das Gebiet von Żywiec mit dem Dorf wurde in den 1450ern unter ungeklärten Umständen aus dem Herzogtum Auschwitz herausgezogen. Endgültig gehörte es zu Polen seit 1465.
Bei der Ersten Teilung Polens kam Pietrzykowice 1772 zum neuen Königreich Galizien und Lodomerien des habsburgischen Kaiserreichs (ab 1804).
1918, nach dem Ende des Ersten Weltkriegs und dem Zusammenbruch der k.u.k. Monarchie, kam Pietrzykowice zu Polen. Unterbrochen wurde dies nur durch die Besetzung Polens durch die Wehrmacht im Zweiten Weltkrieg.
Von 1975 bis 1998 gehörte Pietrzykowice zur Woiwodschaft Bielsko-Biała.